# MrBeast
詹姆斯·史蒂芬·「吉米」·唐纳森（英語：James Steven "Jimmy" Donaldson，1998年5月7日—），較廣為人知的是其网名MrBeast（中文称作野獸先生），是美国知名YouTuber、媒体人以及商人。他的影片以节奏快、高昂的獎金和製作費用而聞名，经常在影片中主持精心设计的挑战活动以及慈善活动。被認為是高成本YouTube影片的先驅。MrBeast的訂閱人數於2025年6月1日達到4億，是訂閱人數最多的YouTube頻道。同时，他还是TIkTok上粉丝数第三多的创作者。

## 早年生活
詹姆斯·唐纳森出生于美国堪萨斯州威奇托，並在北卡罗来纳州格林维尔成长。由于父母长时间在军队服役，他经常搬家并以互惠生身份寄宿于其他家庭。2007年，詹姆斯·唐纳森的父母正式离婚。2016年，詹姆斯·唐纳森毕业于格林维尔基督教学院，这是一所当地的私立基督教福音派高中。他曾就读于東卡羅來納大學，但很快便选择了辍学。辍学后，詹姆斯·唐纳森和朋友开始分析并研究Youtube的推荐算法来制作热门视频。

## 事業生涯
2012年，13岁的唐纳森开始經營YouTube，他早期的短片主要关于Let's play，也有关于估算其他YouTuber有多少钱。但是，他的视频仍不为人所知，每个视频平均只有1000次观看。直到2017年，他发布了视频《数到100,000》（counting to 100,000 （页面存档备份，存于）），该片在短短幾天就被观看了成千上万次。截至2023年10月15日，唐纳森在YouTube上的订阅人数已超过2億，其频道由位于達拉斯的人才管理公司Night Media管理。
2024年1月23日，唐纳森宣布入駐Bilibili。2024年6月1日，唐纳森在YouTube上的訂閱人數达到2.67億，超越T-Series，成為訂閱人數最多的YouTube頻道；他也於其Twitter專頁發佈新帖子，表示成功為PewDiePie復仇，PewDiePie的分頻道PewDiePie highlights也表示事件瘋狂，並恭喜唐納森。

### 内容和风格
唐纳森的视频通常以超高成本和“引人注目的噱頭”为特色。他经常拍摄将数十万美元捐赠给别人的视频，其中很多视频都得到了赞助，他过去也曾拍过没有赞助商的捐赠视频。
2017年1月，唐纳森发布了将近一整天長的影片，當中他由1數到10万，该片的拍攝花了他40个小时，但當中有些部份經過快播處理，使影片時長保持在24小时内。一個月後，他上載了《数到200,000（通往一百萬的路）》（Counting to 200,000 (Road to Mill) （页面存档备份，存于））。據唐納森所说，這段短片也必须进行加速处理，因为其55小时的原始時長超过了YouTube的上传限制。此外，唐纳森试過以一百个扩音器震碎玻璃、以一个小时看着油漆变乾，又嘗以一整天旋转指尖陀螺，但以失敗告終。2019年3月，他与Apex英雄在洛杉矶组织并拍摄了一场真人大逃杀比赛，奖金为20万美元。该活动和奖池均由Apex英雄出版商艺电赞助。
有时候，唐纳森会一次性捐赠一大笔資金。2018年12月，他向无家可归者收容所捐赠了价值10万美元的物品；向退伍军人受伤战士计划捐赠了3.2万美元；向圣裘德儿童研究医院捐赠了7万美元，并向洛杉矶的动物庇护所捐赠了1万美元。
在PewDiePie與T-Series兩者爭奪成为YouTube上订阅人数最多的频道期间，唐纳森购买了广告牌和广播广告，以帮助PewDiePie获得比T-Series更多的訂閱人數；在第五十三屆超級碗上，他购买了5个观众席座位，然後让朋友穿上设计好衬衫，拼成“Sub 2 PewDiePie”（訂閱PewDiePie）的图案。
他高成本YouTube影片大部分由優惠券公司Honey赞助。

## 个人生活
詹姆斯·唐纳森自认性格内向，因为过度沉迷Youtube和工作难以维持社交生活。而他母亲则将他这种孤僻的生活方式缘由归咎于频繁的搬家与克罗恩病。
詹姆斯·唐纳森曾在2019年至2022年间与YouTuber麦迪·斯皮德（英語：Maddy Spidell）交往。并于2022年起与YouTuber兼Twitch實況主西娅·布伊森（英語：Thea Booysen）交往。2025年1月1日，詹姆斯·唐纳森宣布与西娅订婚。

## 慈善事業

### TeamTrees
2019年10月25日19:00（UTC），YouTube社群发布了一項名为Team Trees的大规模协作筹款挑战赛。该项目由唐纳森和前NASA工程师以及YouTuber 马克·罗伯组织。早在2019年5月，唐纳森的粉丝建议他在YouTube、Reddit和Twitter上发表帖子，以种植2000万棵树来庆祝YouTube上获得2000万订阅者。该项目标是到2020年，为Arbor Day Foundation筹集2000万美元，并最迟于2022年12月開始植树。TeamTrees将为筹集到的每一美元种一棵树，所有捐款都會贈予Arbor Day Foundation，该基金会則承诺为每美元捐出一棵树。许多知名YouTuber都为该活动宣传，包括Rhett & Link、棉花糖、iJustine、馬克斯·布朗利、The Slow Mo Guys、Ninja、西蒙娜·耶茨、Jacksepticeye、Smarter Every Day等。树木将于2020年1月开始在美国国家公园內种植。在24小时内，该活动已收到捐款近400万美元。2019年12月19日，筹款数目超过了原定的2000万美元目标。截止2020年5月27日，这个项目已经筹集到了2200万美元。该项目还收到了杰克·多西、伊隆·马斯克和托比亚斯·吕特克的大量捐款。

### TeamSeas
2021年10月29日，唐納森和马克·罗伯在YouTube上組織了另一場合作挑戰活動，名為 #TeamSeas。該專案的目標是在 2022年1月1日前 為海洋保護組織 和 海洋清理組織籌集 3000萬美元。這筆資金將用於從 海洋、河流和海灘 中清除 3000萬磅 的塑膠和其他廢棄物。
唐納森和羅伯召集了 數千名內容創作者 參與，包括AzzyLand、DanTDM、TommyInnit、LinusTechTips、TierZoo、LEMMiNO、The Infographics Show、Hannah Stocking、Dhar Mann 和 Marques Brownlee 。他們還與 BEN 和 TubeBuddy 的全球八百萬創作者倡議計畫合作，以推廣此募款活動。
截至 2025年2月1日，原定的 3000萬美元 目標已超額完成，募款總額已超過 3400萬美元。

### Beast Philanthropy
2020年9月17日，唐納森創建了YouTube頻道 Beast Philanthropy。在頻道的第一支影片中，他宣布成立慈善組織與食品銀行，並任命 Darren Margolias（曾作為執行董事出現在影片中）為負責人。
根據頻道介紹，該組織將100%的廣告收入、品牌合作收益和商品銷售收入用於慈善事業。
Beast Philanthropy 的重要舉措包括：
- 向家鄉格林維爾捐贈10,000隻火雞[59][60]
- 向非洲兒童捐贈20,000雙鞋[61]
- 在非洲修建100口水井，為缺乏乾淨水源的村莊提供清潔用水[62]
- 向多所學校捐贈價值30萬美元的科技設備[63]

## 其他事業

### MrBeast Burger
MrBeast频道的一名制作人威尔·海德（Will Hyde）在2020年11月与《The Wake Weekly》合作的一篇文章中宣布，唐纳森将在2020年12月推出一家名为MrBeast Burger的线上餐厅，仅提供外卖服务。MrBeast Burger将出售特许经营权，向全美各地的餐厅提供汉堡，顾客可以通过网上订餐订购汉堡。

### Feastables
2022年1月，MrBeast宣布成立一家名為Feastables的新食品公司，推出名為「MrBeast Bars」的自有巧克力棒品牌。在推出時，他們提供了三種口味的巧克力：原味、杏仁和藜麥脆片。此次發布也伴隨著抽獎活動，獎金超過100萬美元，其中包括10名在巧克力中發現金票（golden ticket）的大獎得主，他們在影片中競爭巧克力工廠，模仿《查理和巧克力工廠》。該影片 （页面存档备份，存于）於2022年6月發布，包含一系列淘汰挑戰，獲勝者贏得了巧克力工廠的選擇或50萬美元的現金獎勵。米其林星級廚師戈登·拉姆齊在影片的最後挑戰中擔任評委，最終決定誰贏得了巧克力工廠。但最後，因為巧克力工廠的維修費用高的驚人，MrBeast用五十萬美元買回了巧克力工廠。據報道，Feastables在營運的頭幾個月就賺了1000萬美元。
2023年3月3日，唐納森在Twitter上要求粉絲「清理」商店貨架上Feastables的展示，並建議他們掩蓋競爭產品。如果粉絲能提供幫助證明，Feastables將為粉絲提供價值5,000美元的抽獎機會。這些推文引起了批評和指責，稱Feastables利用粉絲進行無償勞動。
2023年10月2日，Feastables與夏洛特黃蜂隊簽署合作夥伴關係，將MrBeast的徽章印在他們的球衣上。

## 政治觀點

### 參選美國總統
2024年7月6日晚間，MrBeast發佈一則推文表示：「如果我國降低競選總統的最低年齡，那我將會參選。」MrBeast在推特上寫道：「如果我是總統，我不會關心黨派路線，我只會真正把美國人民放在第一位。對於我不知道的問題，我會讓左翼和右翼的專家為我提供建議，並嘗試找到最適合美國的中間立場」但就如他所說，他現在並不符合美國總統的競選年齡，想競選美國總統就必須年滿35歲，所以他要最快2036年或之後才符合資格參選。他先前也暗示，如果他真的獲勝，他將退出YouTube，專注於總統職務。

## 争议
2018年5月，唐纳森被大西洋雜誌的泰勒·洛伦兹批評其發表恐同推文，涉事推文包含“fag”之类等污名，并輕蔑地使用“gay”一词。对此唐纳森回应指：“我所做的任何事情都毫無冒犯性。”
2024年8月，唐纳森被前員工爆出懷疑影片造假，非法博彩及聘請性犯罪者等行為。